# Mayron De Almeida
Mayron De Almeida (22 november 1995) is een Belgische voetbalspeler die speelt als aanvaller voor de Luxemburgse club Progrès Niederkorn.

## Carrière
De Almeida kwam van de jeugd van Virton over naar de eerste ploeg in 2012 en bleef bij Virton tot in 2016. Hierna tekende hij bij Tours FC. Na 1 jaar in Frankrijk te hebben gespeeld, tekende hij een contract bij het Luxemburgse Progrès Niederkorn. In 2020 verliet hij transfervrij de club en tekende bij de Franse club Red Star FC. In 2021 keerde hij terug naar Progrès Niederkorn.

## Clubstatistieken
| Seizoen | Club               | Competitie           | Wed. | Doelp. |
| ------- | ------------------ | -------------------- | ---- | ------ |
| 2013/14 | Excelsior Virton   | Proximus League      | 20   | 3      |
| 2014/15 | Excelsior Virton   | Proximus League      | 24   | 5      |
| 2015/16 | Excelsior Virton   | Proximus League      | 23   | 1      |
| 2016/17 | Tours FC           | Ligue 2              | 6    | 0      |
| 2017/18 | Tours FC           | Ligue 2              | 0    | 0      |
| 2017/18 | Progrès Niederkorn | BGL Ligue            | 13   | 1      |
| 2018/19 | Progrès Niederkorn | BGL Ligue            | 24   | 6      |
| 2019/20 | Progrès Niederkorn | BGL Ligue            | 15   | 6      |
| 2020/21 | Red Star FC        | Championnat National | 16   | 0      |
| 2021/22 | Red Star FC        | Championnat National | 2    | 0      |
| 2021/22 | Progrès Niederkorn | BGL Ligue            | 27   | 14     |
| 2022/23 | Progrès Niederkorn | BGL Ligue            | 28   | 11     |
| Totaal  | Totaal             | Totaal               | 198  | 47     |